# Francis William Lawvere
Francis William Lawvere (Muncie, 9 febbraio 1937 – Chapel Hill, 23 gennaio 2023) è stato un matematico statunitense, noto per i suoi lavori nella teoria delle categorie, sulla teoria dei topoi e nella filosofia della matematica.

## Biografia
Ha ottenuto il Ph.D. in matematica nel 1963 presso la Columbia University e insegnava all'Università di Buffalo, nello stato di New York. È noto, in particolare, per il teorema di punto fisso che porta il suo nome (ossia il teorema di Lawvere), che consente di ottenere come conseguenza alcuni risultati classici (Procedimento diagonale di Cantor, paradosso di Russell, teoremi di incompletezza di Gödel).